# دیلان‌چی‌ارخی سفلی
دیلان‌چی‌ارخی سفلی، روستایی از توابع بخش مرکزی شهرستان نقده در استان آذربایجان غربی ایران است.

## جمعیت
این روستا در دهستان نقده  قرار دارد و براساس سرشماری مرکز آمار ایران در سال ۱۴۰۰، جمعیت آن ۷۰۰ نفر (۱۱۰ خانوار) بوده‌است.